# Cratia
Cratia ou Crateia, (en grec ancien : Κρατεία), autrement appelée Flaviopolis ou Flavianopolis est une ville antique d'Anatolie (aujourd'hui Gerede, en Turquie). À partir de 380, elle se trouvait dans l'Honoriade, et au moins en 510, il y avait un monastère. Un diocèse existait à cette époque qui a été fermé. Depuis 1925, il existe à nouveau en tant que diocèse titulaire. 